# Descendents del Sol
Descendents del sol (Coreà: 태양의 후예, Taeyangui huye) és una sèrie de televisió sud-coreana d'acció i drama mèdic emesa en 2016, centrant-se en el romanç entre un capità de la "Unitat de comando especial de guerra de la república de Corea" (Song Joong Ki) i una doctora voluntària d'un equip mèdic (Song Hye Kyo), que junts fan pàtria, defensen i auxilien a la gent enmig d'un fictici país devastat per una crisi humanitària, després del terme d'un conflicte armat a gran escala i un terratrèmol que destrueix el treball de les tropes sud-coreanes. Així i tot, l'amor floreix enmig de condicions extremes.
Protagonitzada per Song Joong Ki conegut anteriorment pel seu paper en Sungkyunkwan Scandal (2010), The Innocent Man (2012), Song Hye Kyo en Full House (2004), Jin Goo en Enamorant-se de la innocència (2015) i Kim Ji Won de The Heirs (2013). Transmesa al seu país d'origen per KBS 2TV des del 24 de febrer fins a 14 d'abril de 2016, amb una extensió de 16 episodis emesos cada dimecres i dijous a les 21:55 (KST). La sèrie va ser un èxit rotund, tant localment, com a gran part del món, registrant importants xifres d'audiència en televisió i en internet, més de dos mil milions d'espectadors via streaming.
Amb un milionari pressupost total de ₩13 mil milions de Wons (10.920.000,00 €)  i incloent enregistraments en diferents llocs de Grècia a més de Corea del Sud, va aconseguir exportar-se, encara estant a l'aire en el sisè episodi, a 27 països. Mentre en l'àmbit polític la trama i el seu rerefons de patriotisme, van ser lloades en declaracions de la presidenta sud-coreana Park Geun Hye i fins i tot pel primer ministre tailandès Prayut Chan-o-cha que va cridar a la seva nació a veure la sèrie.

## Argument
El capità Yoo Shi Jin (Song Joong Ki), cap d'equip de la unitat de comando especial de guerra, coneix a la doctora Kang Mu Yeon (Song Hye Kyo) a Seül després d'un altercat. Els seus impulsos els porta a conèixer-se mes, però Shi Jin com a capità a causa de les seves grans capacitats de combat ha d'estar sempre preparat i al costat del seu equip és constantment enviat a situacions de perill de les quals aconsegueix sortir amb vida. D'altra banda la doctora Kang també posseeix una agitada vida treballant a l'hospital i els seus treballs acaben irrompent en les vides d'ells dues. Finalment a causa de les diferències d'horari i treballs acaben desil·lusionant l'u de l'altre i separant-se sense saber que la destinació els tornaria a unir, però en un llunyà i inesperat lloc.
Shi Jin com a capità i representant coreà al costat del seu equip de les forces de pau de les Nacions Unides s'envien a un país devastat per la guerra de Uruk. Mentre Mo Yeon com a representant del seu hospital al costat d'un equip de metges conformat pel jove i futur pare Lee Chi Hoon (Onew), Song Sang Hyun (Lee Seung Joon), Ha Ja Ae (Seu Jung Yeon) i Choi Min Ji (Park Hwan Hee), hauran de superar més d'algun problema. Una vegada que arriben a Uruk, són rebuts pels soldats coreans i el seu capità Shi Jin que immediatament porta els seus records de Mo Yeon a la seva ment, reprenent els seus sentiments, però ara sense irrupcions, ja que a mesura que passa el temps han de treballar junts a les zones afectades pels desastres i malalties, tornant a reviure aquest amor en condicions extremes.

## Repartiment

### Personatges principals

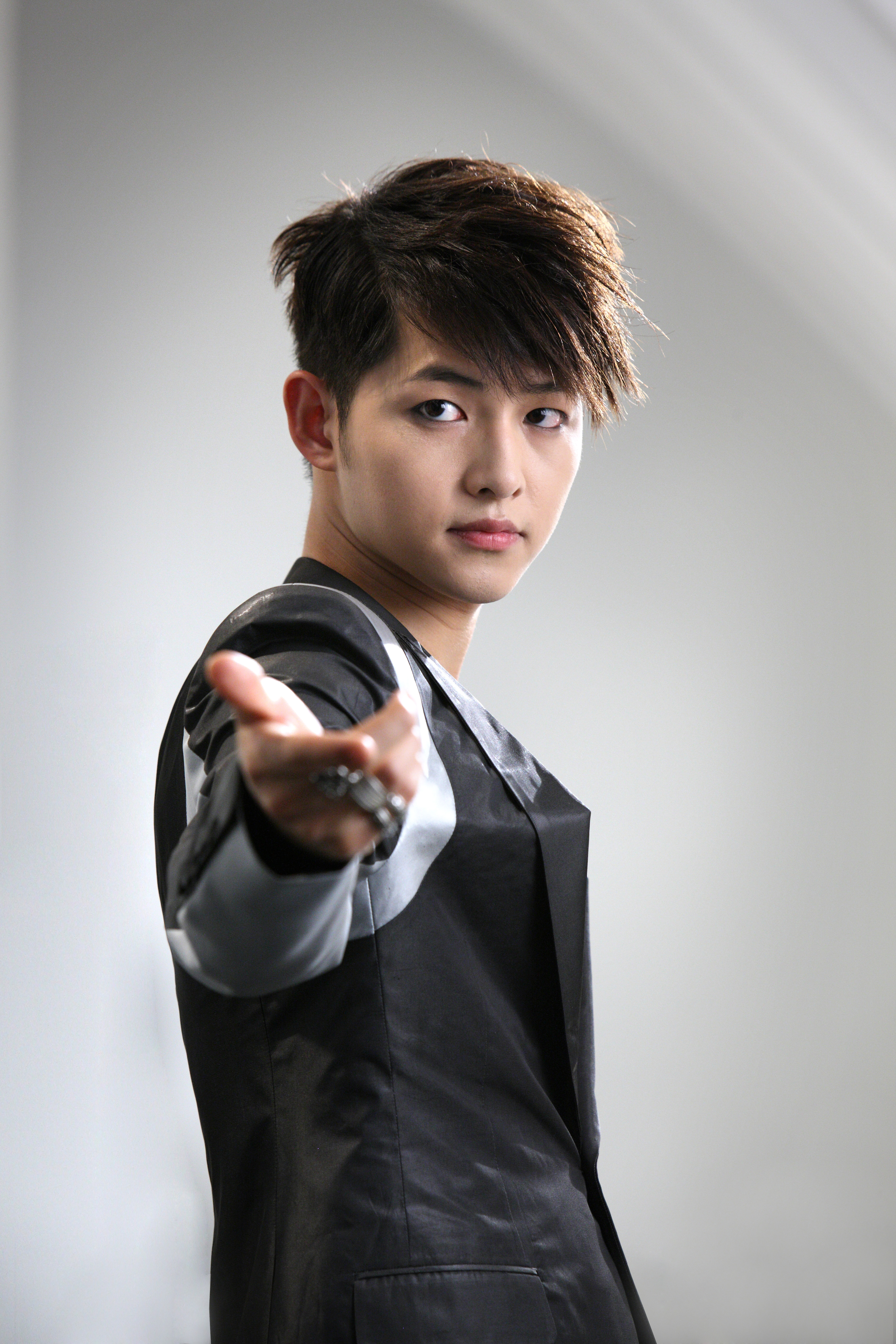
L'actor Song Joong Ki, que interpreta al capità Shi Jin.

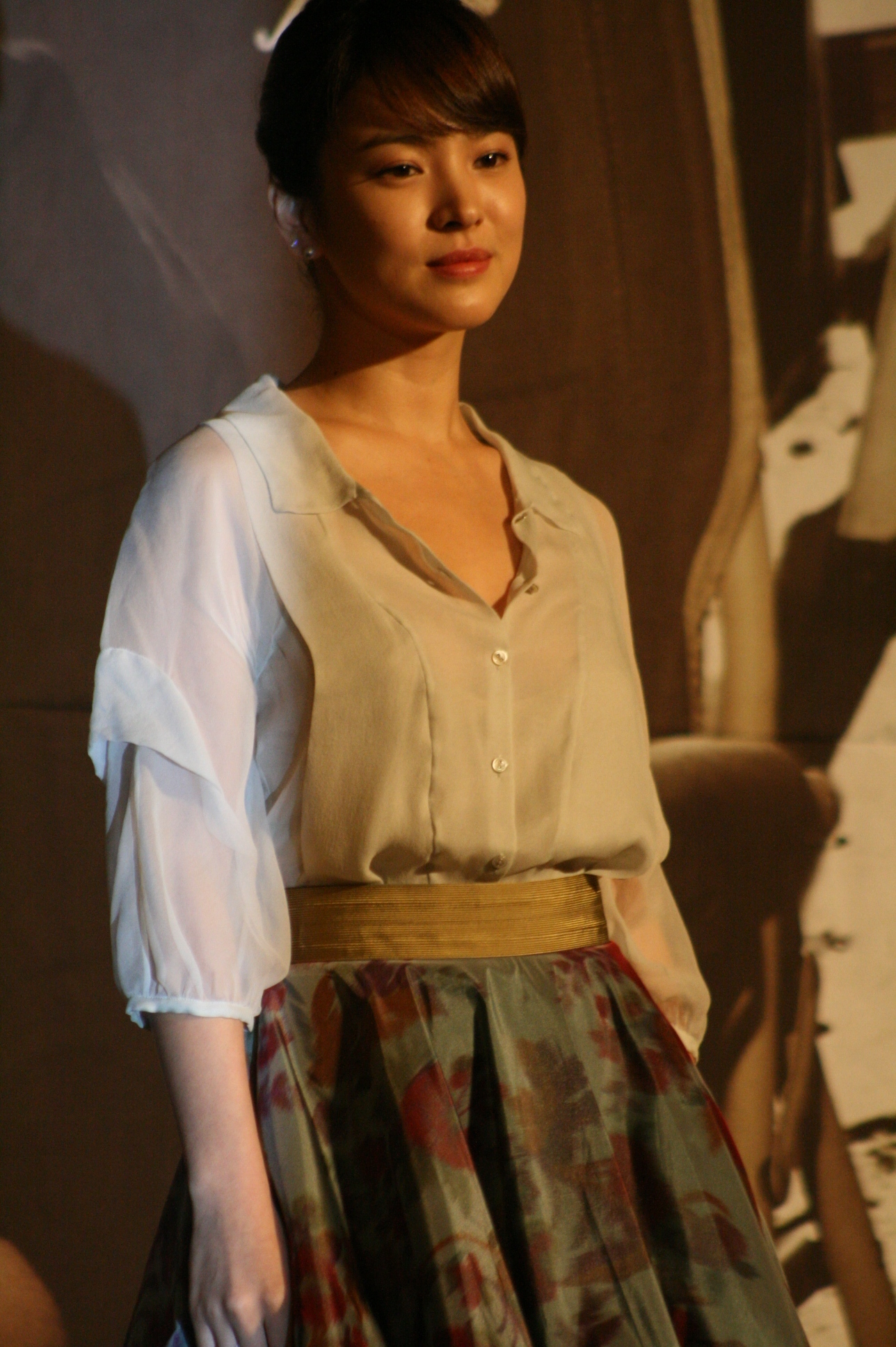
L'actriu Song Hye Kyo, que interpreta a la doctora Kang.

- Song Joong Ki com a Capità Yoo Shi Jin.[14]
- Song Hye Kyo com a Doctora Kang Mo Yeon.[15]
- Jin Goo com a Seu Dae Young.
- Kim Ji Won com Yoon Myung Joo.
- Kang Shin Il com a Mariscal Yoon Gil Joon.

### Personatges secundaris
Forces armades
- Kim Byung Chul com Park Byung Soo.
- Park Hoon com Choi Woo Geun.
- Choi Woong com a Gong Chul Ho.
- Ahn Bo Hyun com Lim Kwang Nam.
- Kim Min Suk com Kim Ki Bum.

- Lee Seung Joon com Song Sang Hyun.
- Seu Jung Yeon com Ha Ja Ae.
- Onew com Lee Chi Hoon.[16][17]
- Park Hwan Hee com Choi Min Ji.

Gent de Uruk
- Jasper Jo com Daniel Spencer.
- Jeon Soo Jin com Lee Ye Hwa.
- David McInnis com Agus.

### Altres personatges
Aparicions especials
- Ji Seung Hyun.
- Kwak In Joon.
- Park Pil Young.
- Lee Chang.
- Ahn Soo Ho.
- Jo Jae Yoon.
- Lee Yi Kyung.
- Lee Kwang Soo.[18]
- Yoo Ah In

## Producció

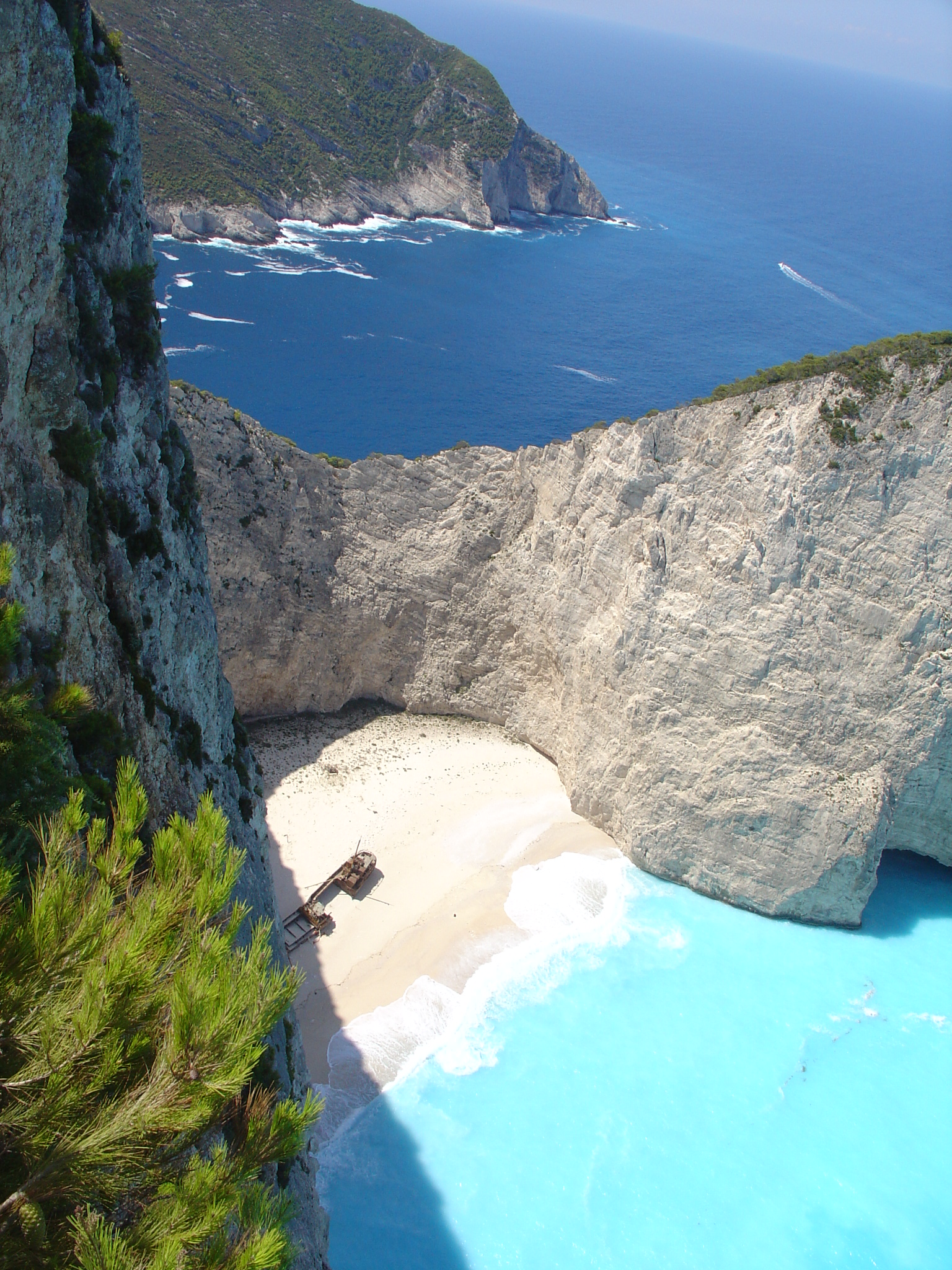
Badia Navagio, a Zacint, Grècia on es van gravar escenes d'un de les trobades romàntiques entre la doctora Kang i el capità Shi Jin.

Descendents del Sol va ser completament pre-produït abans des ser emesa, allunyant-se del format de producció que caracteritza a la majoria drames coreans de ser gravats a mesura que es van emetent. El drama marca el retorn a la televisió de Song Joong Ki després de complir els seus dos anys de servei militar obligatori.
El 12 de juny de 2015, Song Joong Ki i Song Hye Kyo van rodar la seva primera escena a Seül. El 28 de setembre de 2015, tot el repartiment i l'equip, incloent els protagonistes, Song Joong Ki, Song Hye Kyo, Jin Goo, així com els actors de repartiment, com Kim Ji Won, Kang Shin Il i Onew van partir amb destinació a Grècia. L'equip va residir al país durant aproximadament un mes per gravar episodis crucials per a la trama de la sèrie. D'acord amb diferents portals de notícies i blogs grecs, el rodatge va tenir lloc principalment a Zacint, Arájova i Lemnos.
El 25 de novembre de 2015, es va anunciar que Song Joong Ki es va lesionar el braç durant el rodatge d'una escena d'acció el 23 de novembre. Dos dies més tard, la seva agència va publicar una actualització sobre l'estat de salut de l'actor. Després d'un examen mèdic, els metges van determinar que Joong Ki també havia sofert un lligament danyat en el genoll dret, a més de les fractures en el seu braç. El rodatge va continuar amb altres actors i les escenes que no en requerien de la presència. El 7 de desembre de 2015, Song Joong Ki va tornar al seu treball només 2 setmanes després d'haver-se lesionat i va ser vist en una estació de Seül. D'acord amb experts, l'equip va concloure l'última escena en la matinada del 30 de desembre de 2015.

## Recepció
A la Xina, el lloc de streaming iQiyi, que posseïa els drets de la sèrie en aquest país, al principi reporto 316 milions d'espectadors, solament en els primers quatre episodis, superant l'èxit obtingut anys abans My Love from the Star. Posteriorment fins al 14 de març d'aquest any, es va informar d'una acumulació de 440 milions de reproduccions en aquest portal web i finalment va aconseguir els dos mil milions de reproduccions.

### Audiència
En blau l'audiència més baixa i en vermell la més alta, corresponents a les empreses mesuradores TNms i AGB Nielsen.
| Ep. #   | Data d'estrena       | Share        | Share        | Share       | Share       |
| Ep. #   | Data d'estrena       | TNmS Ratings | TNmS Ratings | AGB Nielsen | AGB Nielsen |
| Ep. #   | Data d'estrena       | Nacional     | Seül         | Nacional    | Seül        |
| ------- | -------------------- | ------------ | ------------ | ----------- | ----------- |
| 1       | 24 de febrer de 2016 | 12.6%        | 12.7%        | 14.3%       | 14.4%       |
| 2       | 25 de febrer de 2016 | 13.5%        | 14.5%        | 15.5%       | 16.0%       |
| 3       | 2 de març de 2016    | 21.8%        | 22.7%        | 23.4%       | 24.6%       |
| 4       | 3 de març de 2016    | 22.9%        | 23.5%        | 24.1%       | 25.1%       |
| 5       | 9 de març de 2016    | 24.6%        | 26.3%        | 27.4%       | 29.2%       |
| 6       | 10 de març de 2016   | 25.4%        | 27.6%        | 28.5%       | 29.8%       |
| 7       | 16 de març de 2016   | 27.0%        | 28.9%        | 28.3%       | 30.1%       |
| 8       | 17 de març de 2016   | 25.9%        | 28.7%        | 28.8%       | 30.5%       |
| 9       | 23 de març de 2016   | 29.7%        | 32.3%        | 30.4%       | 31.0%       |
| 10      | 24 de març de 2016   | 28.8%        | 31.0%        | 31.6%       | 33.3%       |
| 11      | 30 de març de 2016   | 29.1%        | 31.3%        | 31.9%       | 33.5%       |
| 12      | 31 de març de 2016   | 31.1%        | 33.9%        | 33.0%       | 34.3%       |
| 13      | 6 d'abril de 2016    | 30.4%        | 33.7%        | 33.5%       | 35.0%       |
| 14      | 7 d'abril de 2016    | 31.1%        | 33.5%        | 33.0%       | 35.6%       |
| 15      | 13 d'abril de 2016   | 31.1%        | 35.6%        | 34.8%       | 37.5%       |
| 16      | 14 d'abril de 2016   | 35.3%        | 40.5%        | 38.8%       | 41.6%       |
| Mitjana | Mitjana              | 26.27%       | 28.54%       | 28.58%      | 30.09%      |
| I1      | 20 d'abril de 2016   | 15.3%        | 16.6%        | 17.7%       | 19.5%       |
| I2      | 21 d'abril de 2016   | 12.3%        | 13.9%        | 13.6%       | 14.7%       |
| I3      | 22 d'abril de 2016   | 10.9%        | 11.8%        | 12.2%       | 13.2%       |

### Competència
- One More Happy Ending (한 번 더 해피엔딩; MBC).
- Goodbye Mr. Black (굿바이 미스터 블랙; MBC).
- Per favor torna, senyor (돌아와요 아저씨; SBS).

## Banda sonora

### Especial Vol. 1
- Artista: Varios Artistas
- Data: 20-Abril-2016
  - Always - Yoon Mi Rae
  - Everytime - Chen (EXO) & Punch
  - 이 사랑 (This Love) - Davichi
  - You Are My Everything - Gummy
  - 다시 너를 (Once Again) - Mad Clown & Kim Na Young
  - Save The Day - Varios Artistas
  - Mission Part.1 - Varios Artistas
  - Time Is Running Out - Varios Artistas
  - Hidden Genius - Varios Artistas
  - Endless War - Varios Artistas
  - My Everything - Varios Artistas
  - Heart Break - Varios Artistas
  - Military Dignity - Varios Artistas
  - Mission Part.2 - Varios Artistas
  - I Love You - Varios Artistas
  - Aroma - Varios Artistas
  - War of Tomorrow - Varios Artistas
  - The Lover - Varios Artistas
  - You Are My Everything (English Ver.) - Gummy

### Especial Vol. 2
- Artista: Varios Artistas
- Data: 20-Abril-2016
  - 말해! 뭐해? (Talk Love) - K.Will
  - With You - LYn
  - 사랑하자 (By My Side) - SG Wannabe
  - 그대, 바람이 되어 (Wind Beneath Your Wings) - M.C. the Max
  - How Can I Love You - Xiah Junsu (JYJ)
  - No More War - Varios Artistas
  - Always I Love You - Varios Artistas
  - Fighter - Varios Artistas
  - Mission2 Epic Tension - Varios Artistas
  - Lonely Road - Varios Artistas
  - Vital Fantasy - Varios Artistas
  - Love You 2 - Varios Artistas
  - Don't Forget Me - Varios Artistas
  - Time Is Running Out (Ver.2) - Varios Artistas
  - Attention Mission Ver. - Varios Artistas
  - Move Forward - Varios Artistas
  - Freedom - Varios Artistas
  - Attention O.R.I - Varios Artistas

## Emissió internacional
- Filipines: GMA Network (2016).[34]
- Hong Kong: Now Entertainment (2016).[35]
- Japó: Eisei Gekijou (2016).[36]
- Malàisia: 8TV (2016).[37]
- Perú: Panamericana (2017).[38]
- Thailàndia: Channel 7 (2016).[39]
- Taiwan: ETV (2016) i TTV (2016).[40]
- Vietnam: HTV2 (2016).[41][42]